# 三遊亭圓若
三遊亭 圓若（さんゆうてい えんじゃく）は、音曲師・落語家の名跡。2代目が死後、空位となっている。同じ読みの名跡に「三遊亭圓雀」があるが、直接関係はない。

## 初代
初代 三遊亭 圓若（1865年 - 1913年6月3日）は、音曲師。本名は斎藤安兵衛。
最初は初代松柳亭鶴枝門下で鶴寿となり、明治20年代初めに2代目三遊亭圓楽の門下で茶楽、1891年ころに5代目土橋亭里う馬の門下で土橋亭里ん蝶を経て、1894年頃4代目三遊亭圓生の門下で初代圓若とした。
1895年5月圓生の付き添いで京都の博覧会見物に出掛けた時に、3代目桂藤兵衛が圓生に寄席出演を勧誘し新京極幾代亭に出勤したのが切っ掛けで自身も上がることになる、師匠が帰京するも自身は上方定住し三友派で出勤をしていた。1898年11月に初代笑福亭福松の身内となり笑福亭圓若と亭号を変えたが、福松死後三遊亭圓若に戻した。1905年4月には上方5代目三笑亭可楽の未亡人の勧めで7代目三笑亭可楽を襲名したが、上方5代目三笑亭可楽の高弟の師匠の桂文光から苦情が来たために圓若に戻している。
片眼が悪かったという。美声の持ち主で音曲師として評価が高く、『槍錆』は絶品だった。ほかに『隅田川』なども得意とした。『壁金』『百川』などの落語も得意とした。
SPレコードも可楽時代、笑福亭圓若時代に20枚ほど残している。
一方で楽屋では評判が悪く、自負心が強いが故に傲慢な態度が誤解され、圓若がいるところに波が立たないところがないとまでいわれ、三友派の紛争のもとも圓若といわれるほどだった。
晩年は声が衰え人気も落ちたという。
生年は諸説あって1862年ともいわれている。1913年、伶人町の自宅で肺炎で死去した。享年49。
弟子に2代目三遊亭圓若、桂米若などがいる。

## 2代目
2代目 三遊亭 圓若（1879年 - 1954年）は、音曲師。本名は土井常五郎。号は一庵。
最初は新内で岡本宮太夫と名乗る。天狗連で花之助を名乗って半玄人となる、明治の末に初代圓若門下で若輔となる。初代の死後は1912年に桂三輔（後の初代桂ざこば）の門で桂？都々一坊？三路、さらに1917年に2代目圓若を襲名。初代同様に右眼が悪く多趣味で骨董収集、前茶、絵を描く、小唄などで小唄では弟子を育成していたほど。音曲で漫才連の音曲の師範という立場だった。晩年は一度引退し行商をしていたが戦後音曲師が少なかったので勧めで復帰している。
SPレコードは53枚ほど残している。
弟子は多かったらしく大成したのでは落語家では3代目笑福亭光鶴、漫才師の都家文雄、隅田川千鳥らがいる。享年74。